# Unterbau (Bauwesen)
Unterbau bezeichnet im Bauwesen die konstruktiven Elemente, die das eigentliche Bauwerk oder Bauteil, den Oberbau bzw. Überbau tragen. Sie dienen im Allgemeinen dazu, plane und tragfähige Flächen vorzubereiten, und die Lasten (Belastungen durch Eigengewicht und Nutzlast) und mechanischen Bewegungen des Überbaus aufzunehmen und verteilt an den Untergrund weiterzuleiten, Frostsicherung und ähnlichen Zwecken. Im Speziellen bezeichnet man beispielsweise als Unterbau:
- bei Bauwerken allgemein die Gründung und die Tragschicht, aber auch den Frostkoffer und andere konstruktive Elemente
- die künstlich geschaffenen Teile der Trasse eines Verkehrsweges, mit denen vor allem die großen Unebenheiten des Geländes ausgeglichen werden (Rampen, Dämme, Geländeeinschnitte, Brücken)
  - der Unterbau von Eisenbahnstrecken dient als Grundlage des Oberbaus mit Gleisen und Gleisbett
  - bei Straßen dient er als Grundlage des Straßenoberbaus und wird dort ausgeführt, wo der Untergrund nicht tragfähig genug ist oder die Höhenlage angepasst werden muss; vor dem Aufbringen des Oberbaus erhält er ein Planum → Unterbau (Straße)
- im Brückenbau die Konstruktion unterhalb des Überbaus (Brückenpfeiler, Brückenlager, Widerlager, Gründung) → Unterbau (Brücke)
- die Grundlage für Bodendeckungen (Pflasterungen, Naturstein- und Betonplattenlegungen, Verfliesung) aus Kiesen und Sänden (Gesteinskörnung) oder Klinker
- die Polsterhölzer bei Holzfußböden, Schüttungen (meist Thermoschüttung) bei schwimmenden Böden